# Shun Satō
Shun Satō (japanisch 佐藤 隼 Satō Shun; * 6. März 1997 in Yokohama) ist ein japanischer Fußballspieler.

## Karriere
Satō erlernte das Fußballspielen in der Schulmannschaft der Daiichi Gakuin High School und der Universitätsmannschaft des Sanno Institute of Management. Seinen ersten Vertrag unterschrieb er 2016 bei Fujieda MYFC. Der Verein spielte in der dritthöchsten Liga des Landes, der J3 League. Für den Verein absolvierte er sieben Ligaspiele. 2019 wechselte er zu Suzuka Unlimited FC. Für den Verein absolvierte er fünf Ligaspiele. 2020 wechselte er zu J.FC Miyazaki. Mit dem Verein spielte er 14-mal in der fünften Liga, der Kyushu Soccer League. Die Saison 2022 stand er beim BTOP Hokkaido in der Hokkaido Soccer League unter Vertrag. Hier bestritt er 14 Ligaspiele. 2023 wechselte er in die vierte Liga. Hier schloss er sich Verspah Ōita an. Nach 32 Viertligaspielen unterschrieb er im Januar 2025 einen Vertrag beim Zweitligisten Ōita Trinita.